# Паунович, Даворянка
Даворянка Паунович (серб. Даворјанка Пауновић; 19 января 1921, Кучево — 1 мая 1946, Голник) — югославская студентка, партизанка времён Народно-освободительной войны Югославии, четвёртая супруга Иосипа Броза Тито (не венчалась).

## Биография
Родилась 19 января 1921 года в Кучево в семье учителя. Её отец, Милан, — преподаватель, участник Первой мировой войны, кавалер множества орденов и медалей. Мать — Бисения (Биса) Паунович. В семье также была ещё одна дочь Бранка (1915—1936), старшая сестра Даворянки. В возрасте одного года Даворянка с родителями перебралась в Пожаревац. Там же она окончила школу. В 1936 году вступила в революционное молодёжное движение, в 1939 году появилась в партийном отделении в Пожареваце. В июне 1940 года вошла в Окружной комитет Союза коммунистической молодёжи Югославии. В 1939 году поступила на философский факультет Белградского университета, где изучала французский язык. На философском факультете Даворянка была избрана секретарём партийного бюро.
В то время она встречалась с Йово Капичичем, студентом медицинского факультета. В начале 1941 года на подпольных курсах радистов и телеграфистов она впервые встретила Иосипа Броза Тито, который вёл курсы. В апреле 1941 года после начала войны Даворянка получила поддельные документы на имя Зденки Хорват, став курьером между отделениями КПЮ Сербии и Хорватии, а после прибытия Тито в Белград и совещания в пригороде стала и спецкурьером Политбюро. В мае-сентябре 1941 года Даворянка начала встречаться с Иосипом, несмотря на разницу в возрасте в 28 лет, а с сентября 1941 года стала его личным секретарём. 16 сентября при сопровождении Яши Райтера и Веселинки Малинской они перебрались на свободную территорию близ Валево, что стало одним из первых путешествий Тито на незанятую немцами и усташами территорию.
Даворянка стала исполнять обязанности машинистки и домохозяйки. Несмотря на тщательное скрытие этих отношений, вскоре в партии разузнали о новой пассии лидера партизанского движения, однако спорить с ним не могли: когда Мариян Стилинович, секретарь партийной организации при Верховном штабе НОАЮ, укорял Тито в таких неделовых отношениях, тот отвечал искренне, что не может жить без Даворянки. По свидетельствам Милована Джиласа, Даворянка панически боялась, что в первую очередь немцы будут охотиться за ней, а не за Иосипом, поэтому часто закатывала истерики. Сам Тито удивлялся её поведению, считая, что она не была похожа на саму себя в этих ситуациях.
Отношения Даворянки и Иосипа укреплялись, однако её здоровье ухудшалось ежедневно из-за долгих переходов. Путешествия Даворянки в города и встречи с горожанами сказывались отрицательно на её репутации, к тому же ей пришлось выслушивать претензии Герты Хаас, с которой Иосип встречался раньше и которая нашла своего бывшего мужа в 1943 году, выбравшись из плена. К концу войны Даворянка заболела туберкулёзом, и в июне 1944 года на острове Вис Иосип уговорил свою возлюбленную отправиться на лечение в СССР. Некоторое время Даворянка лечилась в Москве и подправила там здоровье, однако, не послушав советов врачей, самовольно вернулась в Югославию. В начале 1945 года состояние её здоровья ухудшилось: у неё начался туберкулёзный плеврит. Даворянку срочно отправили в санаторий в Словению, в местечко Голник, однако 1 мая 1946 года она скончалась.
Смерть Даворянки стала потрясением и трагедией для Иосипа Броза, и он, не предупредив никого из коллег по партии, сам организовал её похороны, на которых присутствовали и её родители. Похоронена Даворянка была на Белом дворе по личному решению Тито. При жизни она получила воинское звание майора, была награждена Партизанской памятной медалью 1941 года, Орденом братства и единства и советским Орденом Отечественной войны I степени.

## Семья и память
Вся семья Даворянки также участвовала в народно-освободительной войне: это были родители, двоюродные брат и сестра (дети дяди) и её тётя Вера Милетич — супруга Моме Марковича, мать Мирианы Маркович, жены Слободана Милошевича. Вместе с тем родители до 1943 года не имели никакой информации о своей дочери. Только при помощи своего друга отец узнал, что лётичевские шпионы писали о секретарше Тито Даворянке (Зденке) Паунович.
После войны Даворянка навещала своих родителей в Пожареваце и один раз пригласила их в Белый двор. В 1945 году мать и отец навещали свою дочь в санатории вплоть до её кончины. После смерти Даворянки Тито лично стал помогать родителям своей покойной жены. Милан скончался в 1956 году, Бисения умерла в начале 1980-х.
В Пожареваце одна из улиц носит имя Даворянки, на здании средней школы имени Доситея Обрадовича также прибита памятная доска с именем Даворянки, посвящённая погибшим студентам и школьникам.